# ايفان تساخيف
ايفان تساخيف (بالبلغارية: Иван Цачев)‏ (18 يناير 1989 بفارنا في بلغاريا - ) هو لاعب كرة قدم بلغاري في مركز الهجوم. شارك مع منتخب بلغاريا تحت 19 سنة لكرة القدم ومنتخب بلغاريا تحت 21 سنة لكرة القدم. أما مع النوادي، فقد لعب مع سلافيا صوفيا وليفسكي صوفيا ونادي دوبرودزا دوبريتش ونادي سبارتاك فارنا وFC Montana ‏ وPFC Pirin Blagoevgrad ‏ وFC Kaliakra Kavarna ‏ وبيرين بلاغويفغراد وPFC Neftochimic Burgas ‏.

## روابط خارجية
- ايفان تساخيف على موقع قاعدة بيانات كرة القدم.إي يو (الإنجليزية)
- ايفان تساخيف على موقع Soccerway.com (الإنجليزية)